# Poya (Neukaledonien)
Poya ist eine Gemeinde in Neukaledonien, die seit 1989 in einen nördlichen Teil, in der Nordprovinz, und einen südlichen Teil, in der Südprovinz, aufgeteilt ist. Die Bewohner leben überwiegend im nördlichen Teil.
Die Gemeinde liegt größtenteils auf der Hauptinsel Grande Terre, aber auch weitere kleine Inseln vor der Küste gehören dazu. Die Entfernung zur Hauptstadt Nouméa beträgt 209 km.
Die höchste Erhebung befindet sich im Norden des Massif de Boulinda mit 1330 m.
In Poya gibt es ein Nickelabbaugebiet (Népoui Mine) von Eramet und einen Verladehafen (21° 20′ S, 164° 59′ O). (Siehe auch: Garnierit und Népouit)

## Bevölkerung

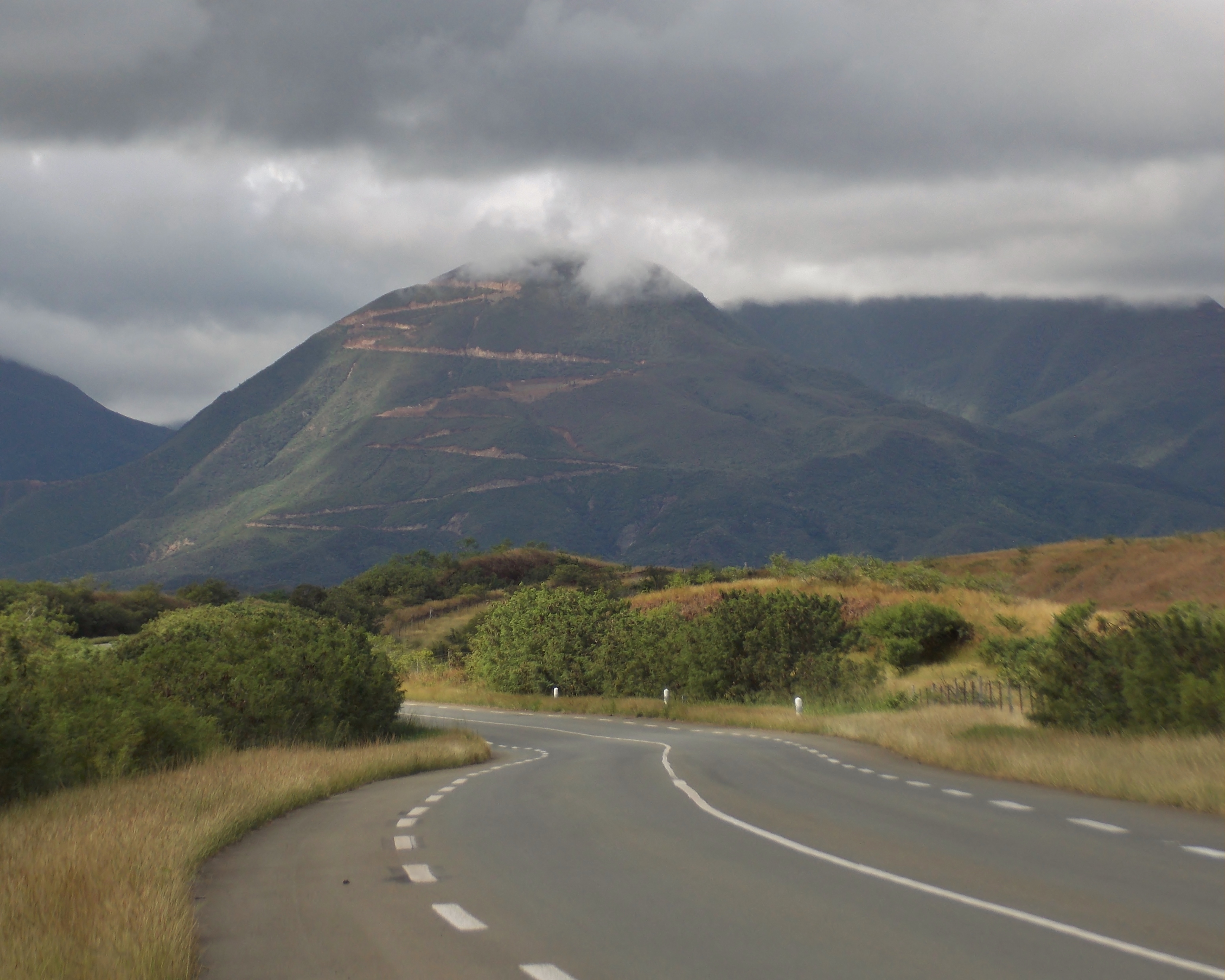
Route territoriale 1 in Poya

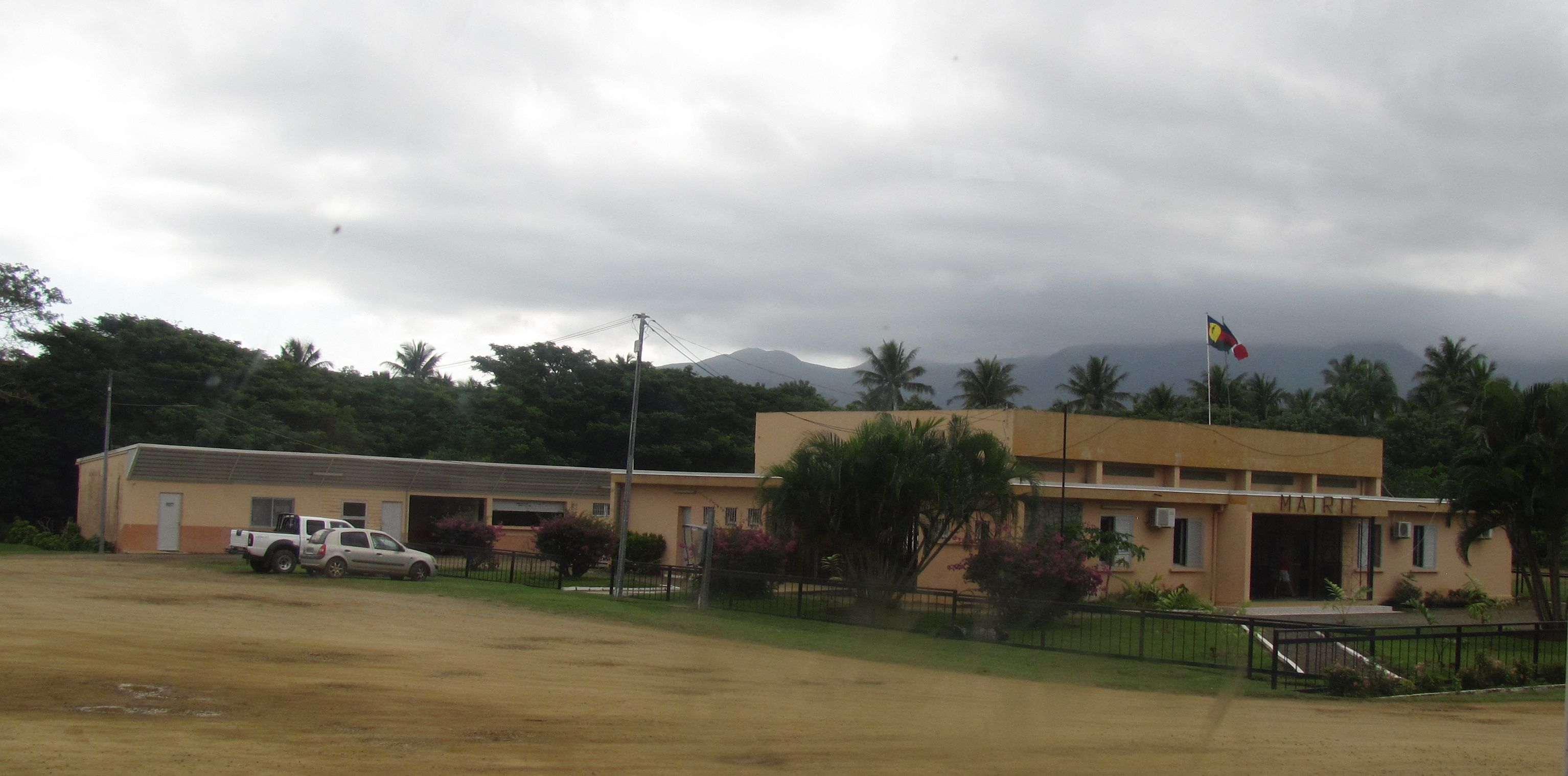
Rathaus von Poya

| Bevölkerungsentwicklung in Poya | Bevölkerungsentwicklung in Poya | Bevölkerungsentwicklung in Poya | Bevölkerungsentwicklung in Poya | Bevölkerungsentwicklung in Poya | Bevölkerungsentwicklung in Poya | Bevölkerungsentwicklung in Poya | Bevölkerungsentwicklung in Poya | Bevölkerungsentwicklung in Poya | Bevölkerungsentwicklung in Poya | Bevölkerungsentwicklung in Poya | Bevölkerungsentwicklung in Poya |
| ------------------------------- | ------------------------------- | ------------------------------- | ------------------------------- | ------------------------------- | ------------------------------- | ------------------------------- | ------------------------------- | ------------------------------- | ------------------------------- | ------------------------------- | ------------------------------- |
| Einwohner                       | 1066                            | 1019                            | 1281                            | 2915                            | 1961                            | 1862                            | 2522                            | 2600                            | 2648                            | 3036                            | 2802                            |
| Jahr                            | 1956                            | 1963                            | 1969                            | 1976                            | 1983                            | 1989                            | 1996                            | 2004                            | 2009                            | 2014                            | 2019                            |

## Geschichte
Poya entwickelte sich aus einem Lager, in dem Straßenbauarbeiter untergebracht waren. Später wurde hier ein Militärstützpunkt eingerichtet, der bis 1884 bestand.

## Einrichtungen und Sehenswürdigkeiten
Poya ist mit seinem Rathaus, Krankenhaus, Postamt und einer Polizeistation ein wichtiges Verwaltungszentrum im Norden Neukaledoniens. Sehenswert ist vor allem die 1993 eingeweihte Kirche sowie das auch auf einer Briefmarke abgebildete Schlösschen Château Escande.

## Persönlichkeiten
- Nicolas Metzdorf (* 1988), französischer Politiker